# آپاندیسیت

بافت آپاندیس. بزرگنمایی: 10x

بافت آپاندیس. بزرگنمایی: 40x

آپاندیسیت (به انگلیسی: Appendicitis) یا آویزآماس به التهاب ناگهانی آپاندیس گفته می‌شود. آپاندیس زائده‌ای کوچک و انگشتی‌شکل است که از رودهٔ بزرگ منشعب می‌شود. هر سال از هر ۵۰۰ نفر، یک نفر دچار آپاندیسیت می‌شود و این عمل شایع‌ترین عمل اورژانسی شکم است.
این بیماری پیشگیری ندارد و در صورت بروز آپاندیسیت و تأخیر در تشخیص و جراحی به دلیل احتمال پارگی آپاندیس می‌تواند مرگبار باشد.

## همه‌گیری‌شناسی
این بیماری اغلب در بین افراد ۱۰ تا ۳۰ سال دیده می‌شود ولی حتی در شیر خواران و افراد مسن نیز گزارش شده‌است ابتلا مردان تقریباً دو برابر زنان است

## آپاندیسیت حاد در کودکان
آویزآماس حاد در کودکان، شایع‌ترین موقعیت حاد جراحی در کودکان است. سالانه ۸۰۰۰۰ کودک در آمریکا مبتلا به آپاندیسیت می‌شوند. میزان ابتلا در کودکان زیر ۱۴ سال، ۴ در ۱۰۰۰ مورد است. شایع‌ترین سن آپاندیسیت در کودکان بین ۱۸–۱۲ سالگی است. در سنین کمتر از ۵ سال نادر (کمتر از ۵٪) و در سنین کمتر از ۳ سال بسیار نادر (کمتر از ۱٪) است. در پسرها کمتر از دخترها و در نژاد سفید بیشتر از نژاد سیاه دیده می‌شود. شیوع فصلی آپاندیسیت اغلب در بهارو پاییز است. علی‌رغم تکنیک‌های پرتوشناسی در تشخیص آپاندیسیت، باز هم تشخیص آن مشکل است و ۲۰٪ خطر پرفوراسیون وجود دارد. مورتالیتی در این بیماری نادر است.

## آسیب‌شناسی
آپاندیسیت حاد، یک بیماری عفونی با علل مختلف است. روند شایع آن، تهاجم باکتری به دیوارهٔ آپاندیس می‌باشد. راه‌های مختلف ایجاد آپاندیسیت: انسداد داخل لوله‌ای، تجمع مواد مدفوعی، هایپرپلازی لنفوئید، خوردن اجسام خارجی، پارازیت‌ها و تومورها است.
انسداد داخل لومن به دلیل پرولیفراسیون باکتری‌ها و افزایش ترشح موکوس، منجر به افزایش فشار داخل لوله‌ای شده و به دنبال افزایش فشار، احتقان لنفاوی و وریدی و ادم ایجاد می‌گردد. سپس اختلال پرفیوژن رگ‌ها سبب ایسکمی جدار آپاندیس و در نهایت نکروز آن می‌شود.
فولیکول‌های لنفاوی زیر مخاطی نیز می‌توانند انسداد لومن آپاندیس را ایجاد کنند که به تعداد اندکی در بدو تولد وجود دارند و در طول کودکی به تدریج افزایش می‌یابند و در دورهٔ نوجوانی به حداکثر می‌رسند و پس از ۳۰ سالگی کاهش می‌یابند. فکالیت و آپاندیسیت هر دو در کشورهای توسعه یافته بیشتر دیده می‌شود.

## علایم بالینی آپاندیسیت حاد
علایم بالینی آپاندیسیت حاد کاملاً متفاوت است. علایم می‌تواند کلاسیک یا متغیر باشد.
علایم بالینی کلاسیک آپاندیسیت در کمتر از ۵۰٪ موارد وجود دارد، بنابراین اکثر موارد آپاندیسیت حاد علایم Atypical دارند. با وجود پیشرفت‌های تکنولوژی در زمینهٔ تصویر برداری، هنوز هم hallmark تشخیص آپاندیسیت حاد، بر اساس شرح حال و معاینهٔ دقیق بیمار است.
علایم بالینی کلاسیک آپاندیست بی‌اشتهایی و کسالت عمومی است.
- درد شکم: درد شکمی از علایم اولیه بیماری است که در ساعات اولیه پس از شروع بیماری، آغاز می‌گردد. درد اولیه مبهم است. ارتباط با فعالیت یا وضعیت بیمار ندارد. اغلب کولیکی و اطراف ناف است که ناشی از التهاب احشا و به دلیل گشاد شدن آپاندیس می‌باشد. با پیشرفت روند التهابی در طی ۲۴–۱۲ ساعت، درد در ناحیه R.L.Q (سمت راست و پایین شکم) متمرکز می‌شود. سپس به مرور درد بسیار شدید و پایدار می‌شود و با حرکت افزایش می‌یابد.
- تهوع و استفراغ: تهوع و استفراغ در بیش از ۵۰٪ بیماران رخ می‌دهد و اغلب به دنبال آن درد شکمی در عرض چند ساعت ایجاد می‌شود.
- بی اشتهایی: بی اشتهایی یک یافته کلاسیک در آپاندیسیت حاد است.
- اسهال و علایم ادراری: به‌خصوص در موارد پرفوراسیون آپاندیس یا احتمال آبسه داخل لگنی دیده می‌شود.
- تب: تب در آپاندیسیت خفیف است، مگر این که پرفوراسیون رخ داده باشد.
- تاکی کاردی خفیف نیز در اغلب بیماران دیده می‌شود.

پیشرفت بیماری از درد خفیف و مبهم، کسالت، بی اشتهایی تا درد شدید شکمی و تب و تهوع به‌طور سریع در اغلب موارد در عرض ۴۸–۲۴ ساعت رخ می‌دهد.
تأخیر در تشخیص بیشتر از ۴۸–۳۶ ساعت منجر به افزایش ریسک پرفوراسیون در ۶۵٪ موارد می‌شود. در مواردی که پرفوراسیون سبب پریتونیت می‌گردد: کودک دچار درد شکمی منتشر و توکسیسیتی شدید و علایم sepsis و دهیدراتاسیون می‌گردد، که شامل افت فشار خون، کاهش حجم ادرار، اسیدوز و تب شدید می‌باشد.
در موارد آپاندیس رتروسکال روند علایم بالینی آرام‌تر است و حدود ۵–۴ روز طول می‌کشد. در ضمن ممکن است علایم مشابه آرتریت سپتیک لگن باشد یا علایم آبسه پسواس داخل لگن را تقلید کند.

## معاینات بالینی
معاینه شکم در مراحل اولیه آپاندیسیت نرم است و دیستانسیون شکم در موارد بیمار ی پیشرفته تر و پرفوراسیون ویا انسداد رودهٔ باریک دیده می‌شود. در سمع، اگر چه در مراحل اولیه آپاندیسیت صداهای روده‌ای نرمال یا افزایش یافته‌است، ولی با پیشرفت بیماری یا پرفوراسیون، صداهای روده‌ای کاهش می‌یابد.
تندرنس موضعی شکمی، قابل اعتمادترین یافته در تشخیص آپاندیسیت حاد است. البته در موارد آپاندیس رتروسکال این یافته کمتر بارز است یا دیرتر دیده می‌شود.
معاینهٔ شکم برای آپاندیسیت از ناحیه L.L.Q شروع می‌گردد و خلاف عقربه‌های ساعت به سمت L.U.Q و سپس R.U.Q و در نهایت به R.L.Q می‌رسد. این معاینهٔ چرخشی چندین بار ادامه می‌یابد و هر بار فشار در حین معاینه افزایش می‌یابد.
علامت ریباند تندرنس، ROVSING SIGN در آپاندیسیت حاد دیده می‌شود، اما همیشگی نیست. سایر علایم نظیر علامت پسواس در آپاندیس رتروسکال، و علامت اوبتوراتور در آپاندیسیت لگنی دیده می‌شود.

### معاینات بالینی آپاندیسیت در کودکان
کودک مبتلا هنگام راه رفتن با احتیاط راه می‌رود، کمی به جلو خم شده و اندکی به سمت راست لنگش دارد. در حالت پوزیشن طاق‌باز بیشتر به سمت راست دراز می‌کشند و زانوهایشان را بالا می‌برند. وقتی از آن‌ها خواسته شود که زانوی خود را باز کرده و دراز بکشند، دستشان را بر روی سمت راست و پایین شکم قرار داده و سپس پایشان را دراز می‌کنند.
در آغاز معاینه، لمس آرام بازوی کودک در اطمینان خاطر دادن به او که معاینهٔ شکم نیز به همین آرامی است، باعث جلب اعتماد کودک و شانس بیشتر برای معاینهٔ دقیق‌تر خواهد بود.

## یافته‌های آزمایشگاهی
در C.B.C در اوایل بیماری، در کمتر از ۲۴ ساعت اول ممکن است لکوسیتها نرمال باشند. هم‌زمان با پیشرفت بیماری ۴۸–۲۴ ساعت اول لکوسیت‌ها مختصر افزایش یافته و به ۱۶۰۰۰–۱۱۰۰۰ می‌رسد. در موارد آپاندیسیت پرفوره گاه لکوسیتوز بالای ۲۰۰۰۰ نیز داریم. البته به‌طور نادر در موارد بدون پرفوراسیون این مقدار دیده شده‌است.
در آزمایش ادرار، تعداد کمی گلبول سفید یا قرمز دیده می‌شود. اما باید فاقد باکتری باشد. هماچوری واضح نیز نادر است و نشان دهندهٔ درگیری کلیوی می‌باشد.
الکترولیت‌ها و تست‌های کبدی معمولاً نرمال هستند، مگر این که تأخیر در تشخیص یا دهیدراتاسیون شدید یا SEPSIS وجود داشته باشد. اندازه‌گیری آمیلاز و تست‌های کبدی فقط برای افتراق از پانکراتیت یا کوله سیستیت انجام می‌شود.
انجام C.R.P غیر اختصاصی است.
سرم آمیلوئید A، پروتئینی است که در بیماران با آپاندیسیت حاد بالا می‌رود و میزان حساسیت و اختصاصی بودن آن ۸۶٪ و ۸۳٪ است.

## بررسی‌های پرتو شناختی
عکس رادیولوژی معمولی، حساسیت کمی برای تشخیص آپاندیسیت دارد و به‌طور معمول پیشنهاد نمی‌گردد ولی در موارد عارضه دار نظیر انسداد روده توصیه می‌شود.
سونوگرافی: سونوگرافی در ارزیابی آپاندیسیت حاد توصیه می‌گردد و حساسیت بیش از ۹۰٪ دارد. کرایتریای تشخیصی آپاندیسیت در سونوگرافی ضخامت دیواره بیش از ۶ میلی‌متر، اتساع لومینال و وجود توده در R.L.Q یا فکالیت است.
C.T و M.R.I از دیگر اقدامات تشخیصی است.

## تشخیص افتراقی
بیماری‌هایی که می‌توانند علایم آپاندیسیت را تقلید کنند شامل:
گاستروآنتریت، آدنیت مزانتریک، دیورتیکول مکل، پانکراتیت، عفونت ادراری، پنومونی، کوله سیستیت و در خانم‌ها تورشن تخمدان، حاملگی خارج رحمی و P.I.D است.

## درمان
درمان اصلی این بیماری جراحی و آپاندکتومی است.

## نخستین عمل جراحی آپاندیس
اواخر آوریل ۱۹۶۱، لئونید روگوزوف ۲۷ ساله که جزو ششمین گروه اکتشافی شوروی سابق بود که به قطب جنوب می‌رفتند (تیمی دوازده نفره که مأموریت‌شان ساختن پایگاهی جدید بنام ایستگاه نووولازاروسکایا در واحهٔ شیرماخر بود)، به دلیل ابتلا به آپاندیسیت حاد، وضع جسمانیش وخیم شد (کمی احساس ضعف و خستگی داشت، بعد حالت تهوع شروع شد، و کمی بعد دردی شدید در سمت راست پهلویش حس کرد) و چون خودش پزشک جراح بود، بلافاصله فهمید مشکل آپاندیس است اما از آنجا که هیچ اتاق عمل جراحی در آنجا وجود نداشت و امیدی هم به کمک‌رسانی نبود و تنها پزشک گروه نیز خودش بود، بنابراین و به ناچار تصمیم گرفت که با بی‌حسی موضعی و عدم بیهوشی کامل و توسط آینه، خودش را جراحی نموده و آپاندیس ملتهبش را خارج نماید که این کار با موفقیت انجام و خودش نیز زنده بماند؛ امروزه و پس از گذشت بیش از نیم قرن از آن زمان، برداشتن آپاندیس پیش از سفر به قطب جنوب عادی – و در بعضی کشورها مثل استرالیا، اجباری – است. بعضی از پزشکان هم معتقدند فضانوردانی که بخواهند (در آینده) برای مدتی طولانی به ماه یا مریخ بروند، باید همین کار را نیز بکنند.